# Cascades Rianbavy
Les cascades Rianbavy són unes cascades a la regió d'Ihorombe, Madagascar.
Es troben al riu Zomandao, al massís d'Andringitra, a prop del Parc Nacional d'Andringitra.
A menys d'1 km d'aquestes cascades es troben les cascades de Riandahy.